# M2 브라우닝
M2 브라우닝 기관총(M2 Browning Machine Gun)은 1921년에 미국의 존 브라우닝이 설계한 중기관총이다. 처음에는 'M1921'이라는 이름의 수냉식 기관총으로서 미군에 제식 채용되었으며, 현재도 사용 중인 기관총이다. 미군에서 100년 넘게 현역으로 사용 중이며, 많은 수의 서방 국가에서도 이 기관총을 사용 중이다. 대한민국 육군에서 사용 중인 K6 기관총도 M2 기관총(M2HB QCB 모델)의 파생형이다. 부품규격이 미세하게 달라 M2에는 상당수 K6 부품이 호환되나 반대로 K6에 M2 부품은 호환되지 않는다.

## 역사
제1차 세계 대전 직후 항공기용 기관총으로 설계되었으며, 또한 제식명 M1921로서 미군에 지상전용으로 채택되었다. 제1차 세계 대전에서 독일군의 TuF1918 중기관총의 13mm 탄환을 노획한 미군이 이 탄을 사용할 기관총 개발을 존 브라우닝에게 의뢰하면서 개발이 시작되었다. 형태는 M1917 기관총을 13mm 구경 탄환에 맞게 크기를 키운 것이 되었다. 그러나 독일군의 13mm 탄환에 문제가 있었고, 마침 병기국에서 기존 스프링필드 소총에 사용하던 30.06 탄환을 키운 12.7 mm 구경의 탄환을 개발하자 12.7mm 구경에 맞게 다시 개조하였다. 이것이 현재의 M2 기관총의 전신인 M1921 수냉식 중기관총이다. 이 기관총은 비슷한 시기에 개발된 TuF1918처럼 1920년대 초 기준으로 개발된 전차 및 장갑차의 장갑을 관통할 수 있었다. 이 외에도 방공 화기로도 효과적이었다. 당시 항공기들은 나무 골조에 캔버스 천으로된 기체 표면이나 날개를 가지고 있었기 때문에 12.7mm 탄환에 쉽게 관통되었다.
이 총에 대한 평가는 높아서 곧 제식 채용되었다(그러나 대량생산에 들어간 것은 제2차 세계 대전이 발발한 후다). 그러나 수냉식이란 것에 대한 불만은 컸다. 장시간 사격 능력은 좋아도 너무 크고 무거웠기 때문이다. 당시 기병대를 개편하여 막 창설된 기갑부대는 새로 개발된 전차나 장갑차에 탑재할 기관총을 찾고 있었는데 이들의 요구 사항이 이 불만사항의 처리였고, 이들의 요구에 따라 M1921은 공랭식으로 개조된다. 항공기의 경우 빠른 속도 덕분에 충분히 총신의 과열을 식힐 수 있었고, 물은 불필요했다.
공랭식으로 개조된 M1921은 새로 M2라는 제식명을 부여받았고, 곧 항공기, 전차, 장갑차, 기타 소프트 스킨 차량, 군함에 탑재되는 표준 중화기가 되었다. 또한 기존에 생산된 M1921도 대부분 M2로 개조되었다. 총신에서 과열을 방지하기 위해 물을 통과시키는 부분만 없애면 되었기 때문이다.

이 총은 곧 미군을 만족시켜주었고, 제2차 세계 대전에 대량으로 투입되었고, 종전 후에는 미국의 동맹국 및 영향을 받는 모든 국가에서 표준 중화기가 되었다. 현재 미군은 제2차 세계 대전 당시 생산된 물건들을 아직도 사용하고 있고, 새로운 중기관총 프로젝트(OCSW)를 추진하고 있으나 개발이 완료되고 어느 정도 실전 배치가 되어도 M2 중기관총은 최소한 10년 이상은 미군의 현역 총기 목록에서 사라지지는 않을 것으로 예상된다. 

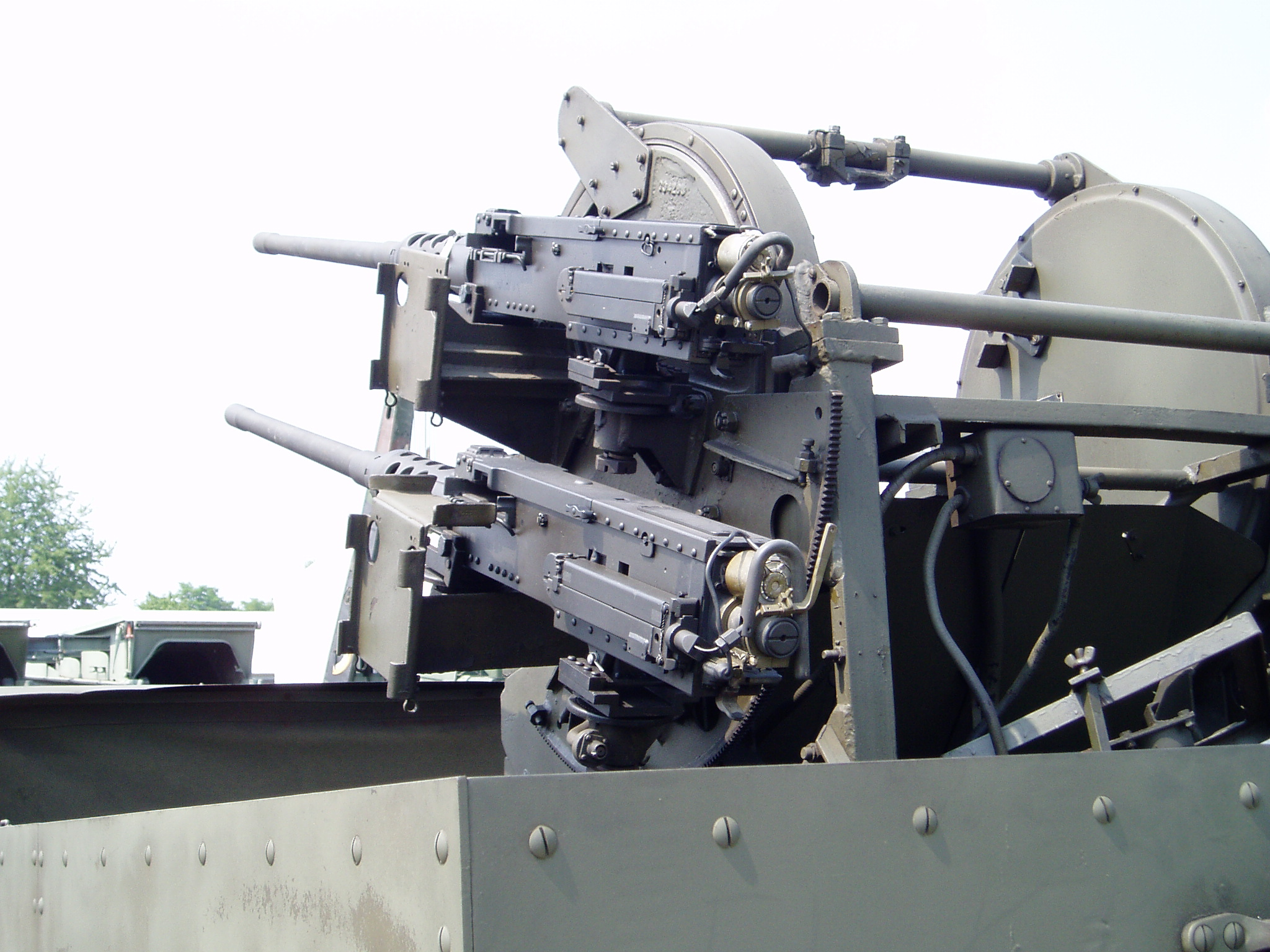
4연장 대공마운트에 장착되어 대공용으로 사용 중인 M2 브라우닝

## 저격용으로서 이용
M2 브라우닝은 때때로 대인 저격용으로 사용되기도 한다. 1967년 베트남 전쟁 중 유명한 저격수인 '하얀 깃털' 카를로스 헤스콕은 광학조준경을 장착한 M2 중기관총으로 2,250m 거리에 있는 적을 사살하여 최장거리 저격 기록을 세웠다. 이 기록은 2002년 아나콘다 작전 중 맥밀란 TAC-50 저격총을 사용하여 2,430m 거리에 있는 적을 사살한 캐나다군의 롭 퍼롱에 의해 깨졌다.
포클랜드 전쟁에서 아르헨티나 군은 M2 기관총을 장거리 저격에 사용하여 상당한 효과를 보았다. M2 기관총의 유효 사거리는 2km가 넘기 때문에 당시 영국군이 가지고 있던 전투소총인 L1A1(FN FAL) 및 저격총 L42A1의 유효 사거리 밖에서 저격할 수 있었다. 이는 당시 어떤 군용 저격총도 따라갈 수 없는 성능이었다. 이러한 저격으로 인해 개활지에서의 영국군 진격속도는 매우 느려졌다. 이 후 영국군은 포클랜드 전쟁의 교훈에 따라 M2 기관총에 광학조준경(SA80에 장착하는 SUSAT)을 장착하여 운용하는 훈련을 한다.
이러한 M2 기관총의 성공으로 인해 M82 저격총, 맥밀란 TAC-50과 같은 .50 BMG 탄 사용 저격총들이 개발된다.

## 사용 국가
- 노르웨이

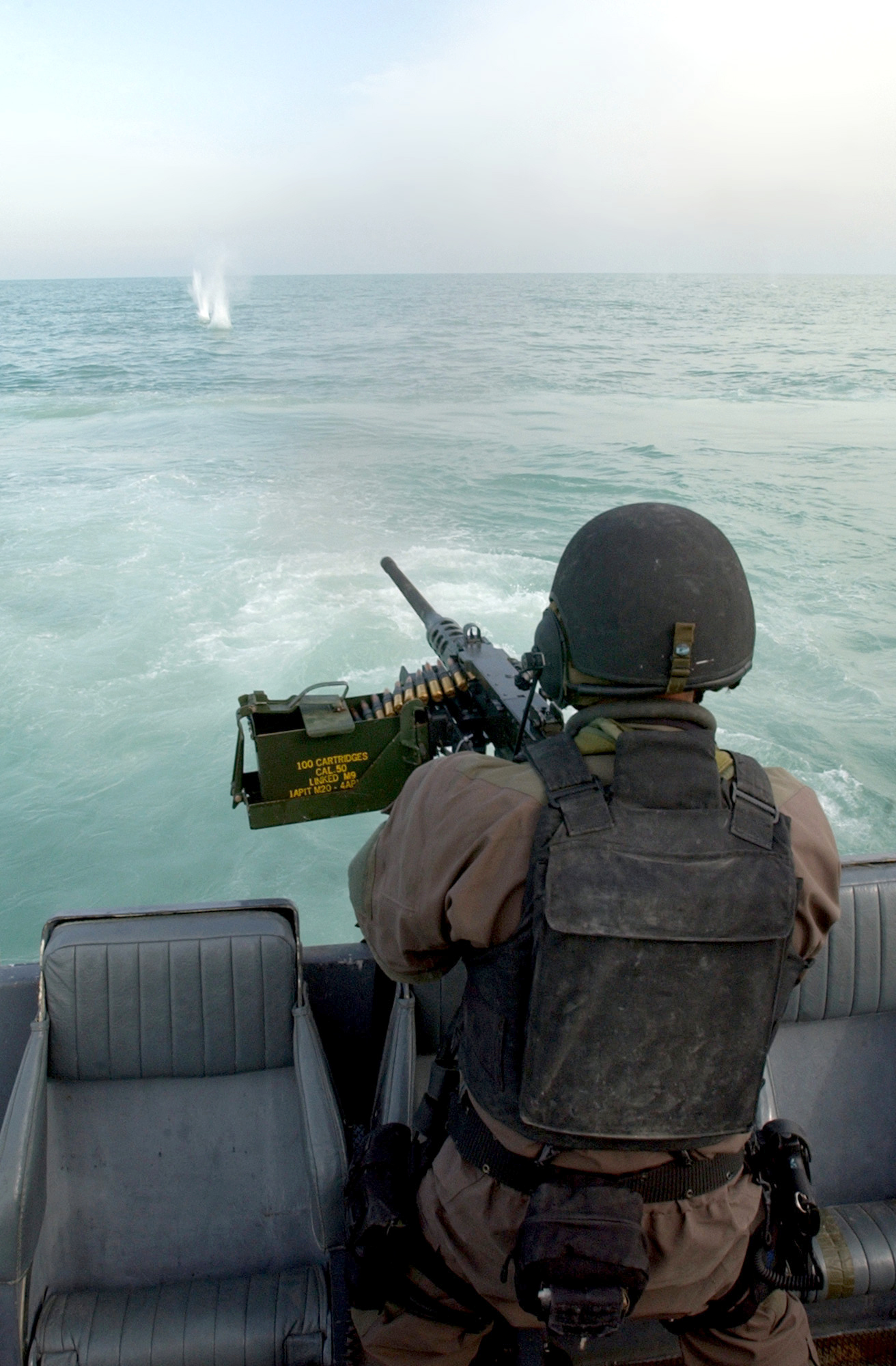
보트에서 M2 브라우닝으로 사격 중인 장면

- 대한민국 - 제식명칭MG50, K6 기관총은 개량형인 M2 CQB의 파생형이다.[7]
- 덴마크
- 독일
- 미국
- 불가리아
- 브라질
- 중화민국
- 짐바브웨
- 스웨덴
- 스페인
- 영국
- 오스트레일리아
- 오스트리아
- 이스라엘
- 이집트
- 일본
- 캐나다
- 프랑스
- 칠레

## 같이 보기

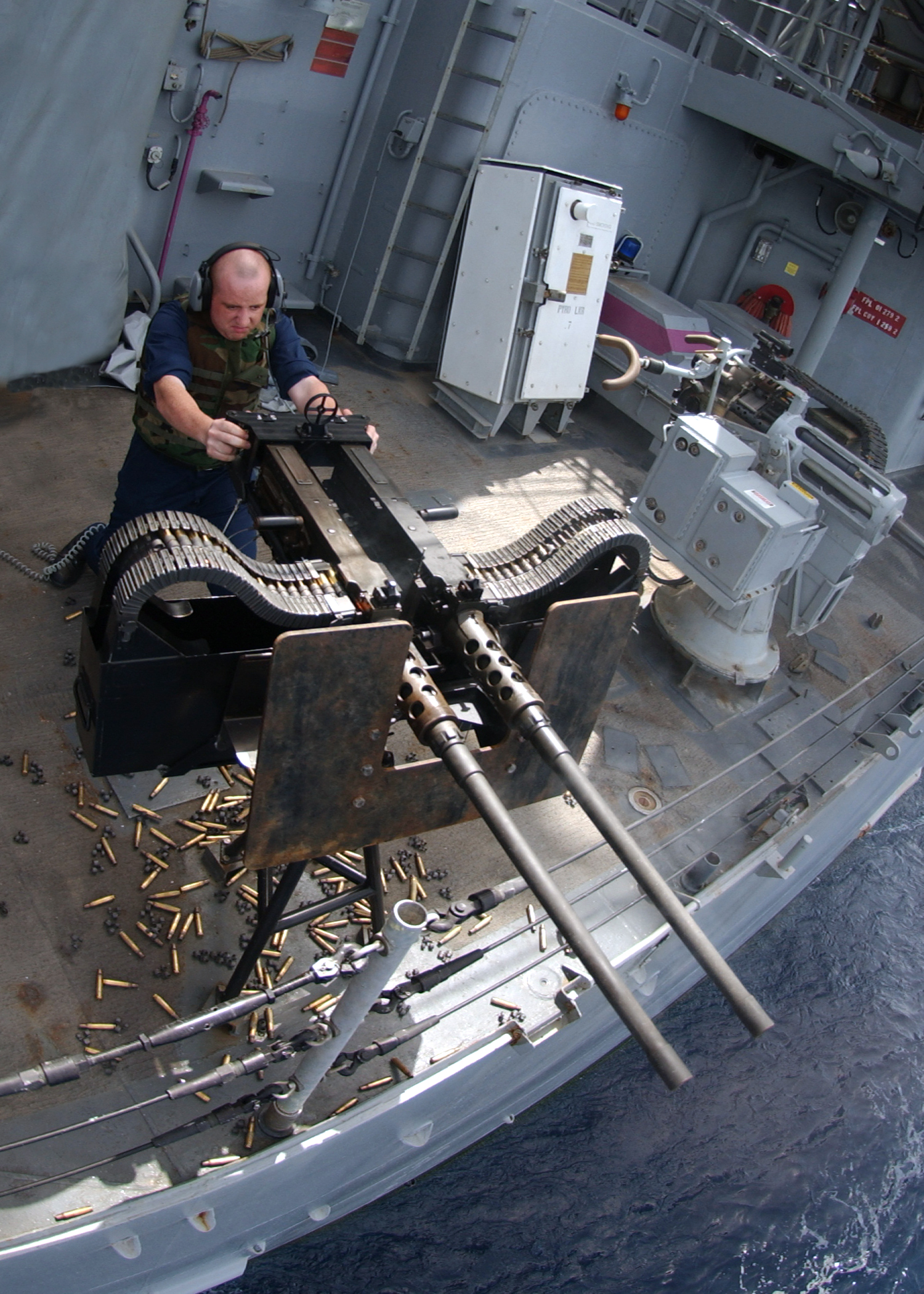
해군 함정에서 사용 중인 쌍 M2 브라우닝

- 브라우닝 M1919 기관총
- 중기관총 (重)